# 김주혁
김주혁(金柱赫, 1972년 10월 3일~2017년 10월 30일)은 대한민국의 배우로, 배우인 김무생의 차남이다.

## 학력
- 서울언북국민학교(졸업)
- 언주중학교(졸업)
- 영동고등학교(졸업)
- 동국대학교 예술대학 연극영화학과(학사)

## 생애

### 출생
1972년 10월 3일 서울특별시 강남구에서 충청남도 서산시 출신의 배우 김무생의 차남으로 태어났다.
본관은 경주이다.

### 연기 인생
1998년 SBS 8기 공채 탤런트로 데뷔하였다.
영화 《싱글즈》, 《아내가 결혼했다》, 《방자전》, 《비밀은 없다》, 《당신자신과 당신의 것》 등 로맨틱 코미디부터 멜로, 스릴러 등에 이르기까지 다양한 장르에 출연하였다. 
드라마에서는 《구암 허준》, 《무신》, 《프라하의 연인》 등에 출연하였다.
2013년 12월부터 KBS2 《해피선데이 - 1박 2일》에서 예능 프로그램에 2년간 출연하였으나, 2015년 12월 본업인 연기 스케줄을 이유로 하차하였다.
2016년 11월 홍상수 감독의 영화 《당신자신과 당신의 것》을 촬영하며 가까워진 17살 연하의 배우 이유영과의 열애를 인정하였다.
2017년 영화 《공조》에서는 현빈, 유해진과 함께 주연 배우로 출연하여 사실상 생애 첫 악역을 연기했다.
2017년 10월 27일 제1회 더 서울어워즈 시상식에서 영화부문 남우조연상을 받았다.
2018년에는 주연을 맡은 영화 《독전》, 《흥부》의 개봉과 《창궐》에 특별출연해 나머지 촬영일정을 소화하기로 되어있었으나, 안타깝게도 2017년 10월 30일에 교통사고로 인해 갑작스럽게 세상을 떠났다.
이 때문에 김주혁이 미처 다 촬영을 끝내지 못한 영화였던 《창궐》에서 그의 빈자리는 김태우가 대신하게 되었다.

## 사망
- 김주혁은 2017년 10월 30일 오후 4시 30분경 서울특별시 강남구 삼성동에 위치한 삼성동 아이파크 아파트 앞 도로에서 차량 전도 교통사고를 당했다.
- 당시 김주혁은 본인의 자가용인 메르세데스-벤츠 G 클래스 중 최상위 모델인 G63 AMG 차량에 홀로 탑승해 있었다.
- 그의 차량은 갑작스럽게 앞에 있던 그랜저를 뒤에서 2번 들이받고 수십 미터를 주행하여 아파트 벽면에 부딪친 뒤 계단으로 전도되었고 그 자리에서 차량에 화재까지 발생하였다.
- 사고 발생 30분 뒤 구급차가 도착하였으나 김주혁은 구조 당시 피를 많이 흘리고 호흡과 맥박이 없는 상태였다.

- 구조 대원들이 급히 서울특별시 광진구 소재 건국대학교병원으로 그를 이송하여 심폐 소생술 등 응급처치를 시행하였으나, 끝내 의식을 회복하지 못하고 오후 6시 31분 숨을 거두었다.
- 향년 45세.[5]

- 사인은 사고에 의한 두부 손상으로 밝혀졌지만 현재까지도 그의 사고 원인은 밝혀지지 않고 있다.
- 다만, 부정맥과 저혈당으로 인한 쇼크 등의 가능성이 일부에서 제기되기도 했다. 빈소는 서울아산병원 장례식장에 차려졌으며, 부검 후 2017년 10월 31일에 마련되었다.

- 장지는 그의 아버지인 김무생과 어머니 김의숙이 함께 잠들어 있는 충청남도 서산시 대산읍 대로리에 있는 선영 가족 봉안당으로 정해졌다.

- 11월 2일 오전 11시에 동료들의 깊은 슬픔 속에 발인식이 진행되었다.

- 발인에는 소속사 관계자들과 KBS2 《1박 2일》의 차태현, 데프콘, 김종민, 김준호 등 멤버와 유호진 PD, 그리고 김지수, 황정민, 유준상 등을 포함한 동료 연예인과 연예계 관계자 등도 고인의 빈소를 찾았고, 이유영[6]과 친형 김주현씨 등이 참석하였다.

- 11월 2일에 충청남도 서산시 대산읍 대로리에 있는 가족 봉안당 납골묘지에 안장되었다.

- 김주혁의 사고 원인을 두고 많은 의문점들이 제기되는 가운데 시신 부검 결과 항히스타민제가 미량 검출된 이외의 약물이나 알코올 성분이 검출되지 않았고 심장동맥 손상이나 혈관 이상 등이 없어 심근 경색이나 심장전도계 이상 등 급서를 일으킬 수 있었던 증상을 확인할 수 없었다고 국과수 측은 밝혔다.

- 사고 차량 감정 결과 역시 사고를 일으킬 수 있는 급 발진 등 차량 결함이나 기계적 오작동을 논할 만한 흔적이 보이지 않았다고 판명되었으며, 사고 당시 차량의 블랙박스가 꺼져 있었던 터라 차량에 어떤 문제가 있었는지 확인을 할 수 없게 되어 그의 사고 원인은 여전히 미스터리로 남게 됐다.

## 출연 작품

### 드라마
| 연도                    | 방송사                            | 제목                            | 역할          | 비고    |
| ----------------------- | --------------------------------- | ------------------------------- | ------------- | ------- |
| 1998                    | SBS                               | 주말극장 《흐린 날에 쓴 편지》  | 현당          | 30부작  |
| 1999                    | SBS                               | 주말극장 《흐린 날에 쓴 편지》  | 현당          | 30부작  |
| 일요드라마 《카이스트》 | SBS                               | 정명환                          | 81부작        |         |
| 일요드라마 《카이스트》 | SBS                               | 정명환                          | 81부작        | 2000    |
| MBC                     | 주말연속극 《사랑은 아무나 하나》 | 영재                            | 52부작        |         |
| MBC                     | MBC 베스트극장 《리얼 메모리》    |                                 | 1부작         |         |
| 2002                    | SBS                               | 주말 특별기획 《라이벌》        | 민태훈        | 20부작  |
| 2002                    | SBS                               | 주말극장 《흐르는 강물처럼》    | 김석주        | 50부작  |
| 2003                    | SBS                               | 주말극장 《흐르는 강물처럼》    | 김석주        | 50부작  |
| 2005                    | SBS                               | 주말 특별기획 《프라하의 연인》 | 최상현        | 18부작  |
| 2008                    | SBS                               | 월화드라마 《떼루아》           | 강태민        | 20부작  |
| 2009                    | SBS                               | 월화드라마 《떼루아》           | 강태민        | 20부작  |
| 2012                    | MBC                               | 대장경천년특별기획 《무신》     | 김준          | 56부작  |
| 2013                    | MBC                               | 일일연속사극 《구암 허준》      | 허준          | 135부작 |
| 2015                    | tvN                               | 금토드라마 《응답하라 1988》    | 성덕선의 남편 | 20부작  |
| 2016                    | tvN                               | 금토드라마 《응답하라 1988》    | 성덕선의 남편 | 20부작  |
| 2017                    | tvN                               | 월화드라마 《아르곤》           | 김백진        | 8부작   |

### 영화
| 연도 | 제목                                                            | 역할   | 비고                           |
| ---- | --------------------------------------------------------------- | ------ | ------------------------------ |
| 2001 | 《세이 예스》                                                   | 정현   |                                |
| 2002 | 《YMCA 야구단》                                                 | 오대현 |                                |
| 2003 | 《싱글즈》                                                      | 수현   |                                |
| 2004 | 《어디선가 누군가에 무슨 일이 생기면 틀림없이 나타난다 홍반장》 | 홍두식 |                                |
| 2005 | 《광식이 동생 광태》                                            | 유광식 |                                |
| 2005 | 《청연》                                                        | 한지혁 |                                |
| 2006 | 《사랑따윈 필요없어》                                           | 줄리앙 |                                |
| 2008 | 《아내가 결혼했다》                                             | 노덕훈 |                                |
| 2010 | 《방자전》                                                      | 방자   |                                |
| 2011 | 《적과의 동침》                                                 | 김정웅 |                                |
| 2011 | 《투혼》                                                        | 윤도훈 |                                |
| 2011 | 《커플즈》                                                      | 유석   |                                |
| 2015 | 《나의 절친 악당들》                                            | 회장   | 특별 출연                      |
| 2015 | 《뷰티 인사이드》                                               | 우진   |                                |
| 2016 | 《좋아해줘》                                                    | 정성찬 |                                |
| 2016 | 《비밀은 없다》                                                 | 김종찬 |                                |
| 2016 | 《당신자신과 당신의 것》                                        | 김영수 |                                |
| 2017 | 《공조》                                                        | 차기성 | 본작의 메인 빌런이자 최종 보스 |
| 2017 | 《장옥의 편지》                                                 | 봉수   | 한일 합작 단편영화             |
| 2017 | 《석조저택 살인사건》                                           | 남도진 |                                |
| 2018 | 《흥부》                                                        | 조혁   | 유작                           |
| 2018 | 《독전》                                                        | 하림   | 본작의 중간 보스, 유작         |
| 2018 | 《창궐》                                                        | 세자   | 유작, 특별출연                 |

### 예능 및 교양
| 연도      | 방송사 | 제목                              | 날짜                            | 비고                                                                                              |
| --------- | ------ | --------------------------------- | ------------------------------- | ------------------------------------------------------------------------------------------------- |
| 2011      | SBS    | 《최후의 바다, 태평양》           | 11월 13~12월 4일                | SBS 창사특집 4부작 다큐멘터리                                                                     |
| 2011      | tvN    | 《SNL 코리아 시즌 1》 에피소드 01 | 12월 3일                        |                                                                                                   |
| 2011      | MBC    | 《황금어장 - 무릎팍도사》         | 9월 28일                        |                                                                                                   |
| 2013~2015 | KBS2   | 《해피선데이-1박 2일 시즌 3》     | 2013년 12월 1일~2015년 12월 6일 | 유일한 고정 출연 예능, 하차 이후에도 지속적으로 구성원들의 언급, 자료 화면, 전화 통화 등으로 등장 |
| 2016      | JTBC   | 《냉장고를 부탁해》               | 2월 15일~22일                   |                                                                                                   |
| 2016      | KBS2   | 《해피선데이 - 1박 2일 시즌 3》   | 5월 1일                         |                                                                                                   |
| 2017      | KBS2   | 《해피선데이 - 1박 2일 시즌 3》   | 11월 5일                        | 사망 이후 추모 방송                                                                               |

### 뮤직 비디오
| 발매일 | 곡명                                      | 음악가                                 |
| ------ | ----------------------------------------- | -------------------------------------- |
| 2002   | "I Can't Tell"                            | 차은주                                 |
| 2003   | "다만..."                                 | 더 준                                  |
| 2004   | “잊어야 한다는 마음으로” (《홍반장》 OST) | 김주혁                                 |
| 2005   | “삽질의 추억” (《광식이 동생 광태》 OST)  | 김주혁, 봉태규                         |
| 2005   | “세월이 가면” (《광식이 동생 광태》 OST)  | 김주혁                                 |
| 2005   | “서쪽 하늘” (《청연》 OST)                | 이승철                                 |
| 2007   | ”사랑합니다”                              |                                        |
| 2011   | “빛나라 우리 사랑아” (《커플즈》 OST)     | 김주혁, 이시영, 이윤지, 공형진, 오정세 |

### 광고
| 연도 | 기업명             | 제품명                      | 공동 출연   |
| ---- | ------------------ | --------------------------- | ----------- |
| 2003 | 보령제약           | 겔포스 엠                   | 장태성      |
| 2004 | 배스킨라빈스       | 엄마는외계인                |             |
| 2005 | 대한화재           | 하우머치                    | 부친 김무생 |
| 2005 | 대광직물           | 엠볼리                      | 윤세아      |
| 2005 | 쟌피엘             |                             |             |
| 2006 | 건설교통부         | 대한주택공사 - 국민임대주택 |             |
| 2006 | LG전자             | 트롬세탁기                  | 김혜수      |
| 2006 | LG텔레콤           |                             | 한석규      |
| 2006 | 중앙선거관리위원회 | 5월 31일 뷰티풀 데이        |             |
| 2006 | 기아자동차         | 기아 로체                   |             |
| 2007 | 신한카드           |                             | 수애        |
| 2008 | 한국P&G            | 면도기                      |             |
| 2010 | 서브원             | 곤지암리조트                |             |
| 2013 | 동국제약           | 인사돌                      | 최불암      |

## 수상 경력 및 후보
| 연도 | 시상식                        | 부문                              | 작품                 | 결과 |
| ---- | ----------------------------- | --------------------------------- | -------------------- | ---- |
| 2002 | SBS 연기대상                  | 특별기획부문 남자 연기상          | 흐르는 강물처럼      | 후보 |
| 2003 | 제39회 백상예술대상           | TV부문 남자 신인연기상            | 흐르는 강물처럼      | 후보 |
| 2005 | 제22회 코리아스완베스트드레서 | 영화배우 부문                     | 빈칸                 | 수상 |
| 2005 | SBS 연기대상                  | 드라마스페셜부문 남자 연기상      | 프라하의 연인        | 후보 |
| 2005 | SBS 연기대상                  | 남자 최우수연기상                 | 프라하의 연인        | 수상 |
| 2005 | SBS 연기대상                  | 10대 스타상                       | 프라하의 연인        | 수상 |
| 2006 | 제42회 백상예술대상           | TV부문 남자 최우수연기상          | 프라하의 연인        | 수상 |
| 2008 | 제29회 청룡영화상             | 베스트 커플상 (with 손예진)       | 아내가 결혼했다      | 수상 |
| 2008 | 제29회 청룡영화상             | 남우주연상                        | 아내가 결혼했다      | 후보 |
| 2008 | SBS 연기대상                  | 드라마스페셜부문 남자 연기상      | 떼루아               | 후보 |
| 2009 | 제45회 백상예술대상           | 영화부문 남자 최우수연기상        | 아내가 결혼했다      | 후보 |
| 2012 | MBC 연기대상                  | 연속극부문 남자 최우수연기상      | 무신                 | 후보 |
| 2013 | MBC 연기대상                  | 연속극부문 남자 최우수연기상      | 구암 허준            | 후보 |
| 2014 | KBS 연예대상                  | 쇼·오락부문 남자 신인상           | 1박 2일 시즌 3       | 수상 |
| 2015 | KBS 연예대상                  | 버라이어티 부문 최고 엔터테이너상 | 1박 2일 시즌 3       | 수상 |
| 2017 | 제4회 들꽃영화상              | 남우주연상                        | 당신자신과 당신의 것 | 후보 |
| 2017 | 제1회 더 서울어워즈           | 영화부문 남우조연상               | 공조                 | 수상 |
| 2018 | 제27회 부일영화상             | 남우조연상                        | 독전                 | 후보 |
| 2018 | 제55회 대종상                 | 남우조연상                        | 독전                 | 수상 |
| 2018 | 제55회 대종상                 | 특별상                            | 빈칸                 | 수상 |
| 2018 | 제9회 대한민국 대중문화예술상 | 국무총리 표창                     | 빈칸                 | 수상 |
| 2018 | 제39회 청룡영화상             | 남우조연상                        | 독전                 | 수상 |
| 2019 | 제55회 백상예술대상           | 영화부문 남자 조연상              | 독전                 | 수상 |
| 2019 | 제24회 춘사영화제             | 남우조연상                        | 독전                 | 후보 |

## 별명
- “한국의 휴 그랜트”[9]나 《1박 2일》에서의 별명 “구탱이형”으로도 알려져 있다.